# Anker (przedsiębiorstwo)

Logo marki Anker

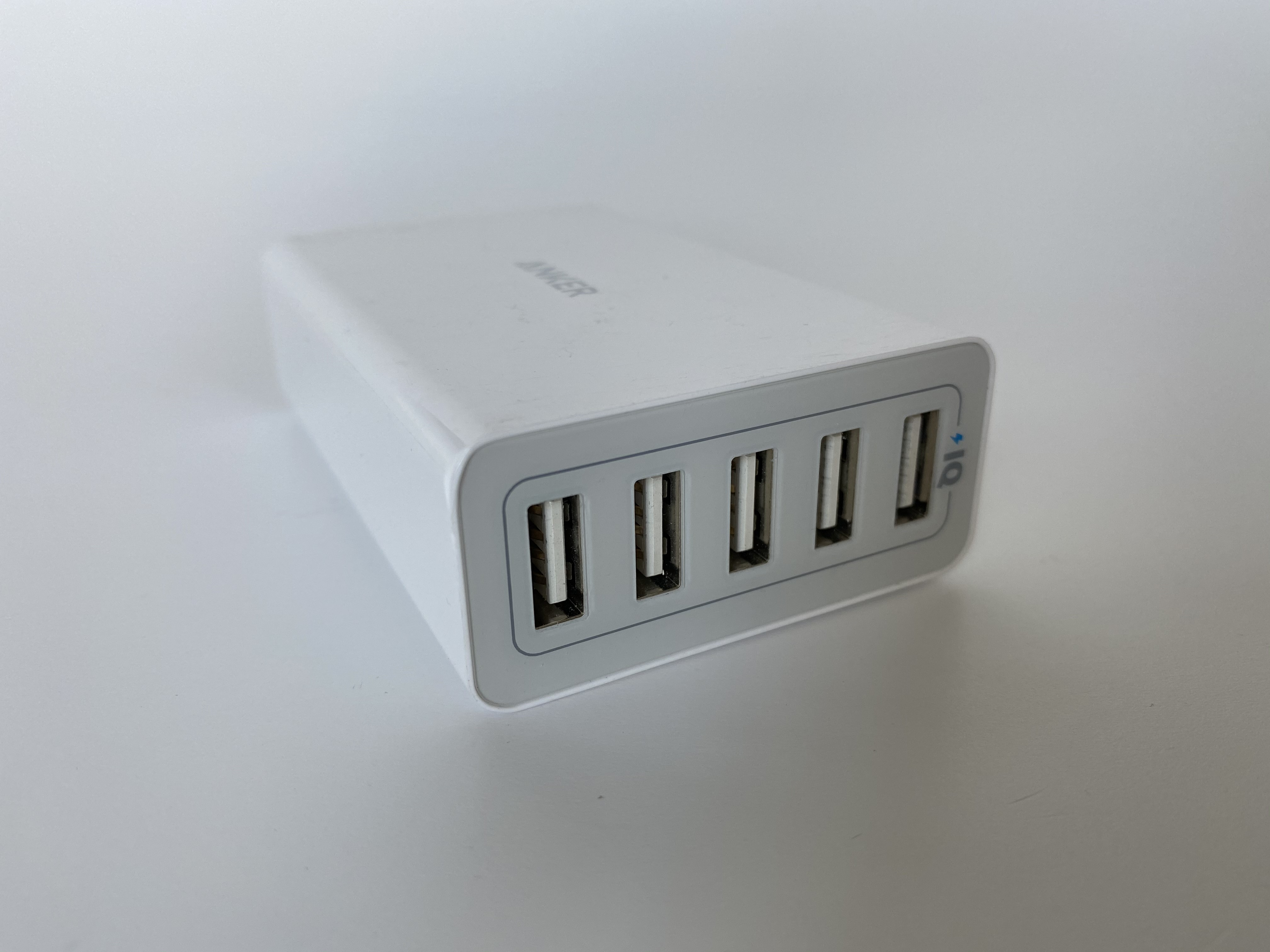
Ładowarka Anker PowerPort

Anker Innovations Technology Co., Ltd. (chiń. 安克创新科技股份有限公司) – chińskie przedsiębiorstwo z branży elektroniki użytkowej, powstałe w 2011 roku. Oferta przedsiębiorstwa obejmuje m.in. akcesoria do urządzeń mobilnych (ładowarki i powerbanki), sprzęt audio (głośniki i słuchawki) oraz projektory.
Przedsiębiorstwo zostało założone w 2011 roku, z siedzibą w Changsha (prowincja Hunan). Rok poźniej zostało otwarte centrum badawczo-rozwojowe w Shenzhen (Guangdong).
Do Anker Innovations należą marki Soundcore i Eufy.